# Ayyalonia dimentmani
Tribu
Genre
Espèce
Ayyalonia dimentmani, unique représentant du genre Ayyalonia et de la tribu des Ayyaloniini, est une espèce de pseudoscorpions de la famille des Chthoniidae.

## Distribution
Cette espèce est endémique d'Israël. Elle se rencontre dans la grotte d'Ayalon vers Ramla.

## Description

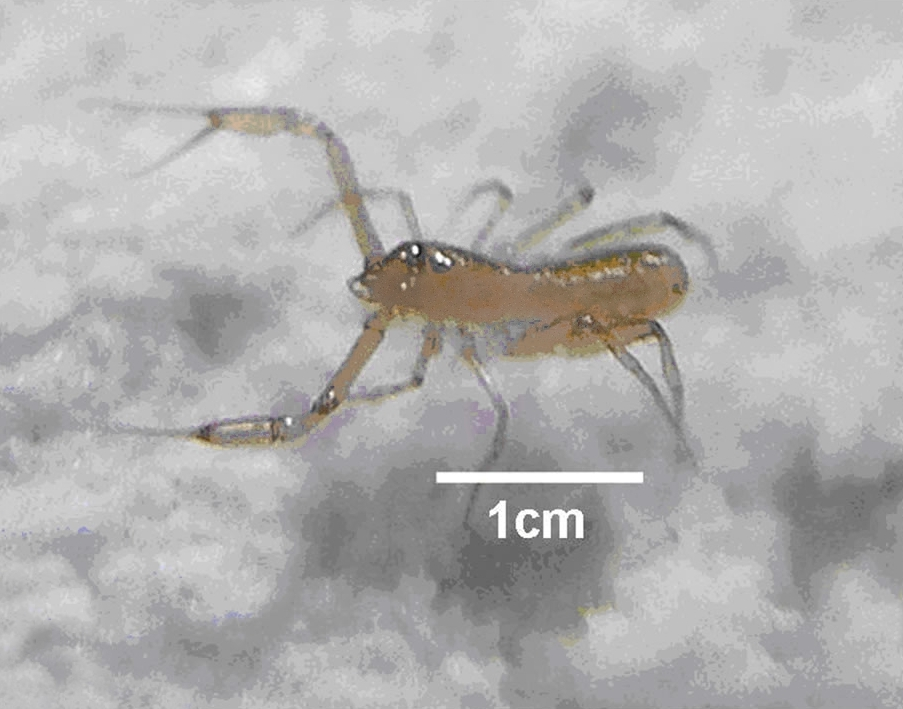
Ayyalonia dimentmani

La femelle holotype mesure 1,68 mm et le mâle paratype 1,58 mm. Ce pseudoscorpion est anophtalme.

## Étymologie
Cette espèce est nommée en l'honneur de Chanan Dimentman.

## Publication originale
- Ćurčić, 2008 : Ayyalonia dimentmani n. g., n. sp. (Ayyaloniini n. Trib., Chthoniidae, Pseudoscorpiones) from a cave in Israel. Archives of Biological Sciences, vol. 60, no 3, p. 331-339 (texte intégral).